# Монтетермити (Таранто)
Монтетермити (итал. Montetermiti) је насеље у Италији у округу Таранто, региону Апулија.
Према процени из 2011. у насељу је живело 90 становника. Насеље се налази на надморској висини од 209 м.